# すてきな気持ち (映画)
『すてきな気持ち』（すてきなきもち、That Certain Feeling）は、1956年に制作されたアメリカ合衆国の映画で、ノーマン・パナマとメルヴィン・フランクが監督し、ボブ・ホープ、エヴァ・マリー・セイント、ジョージ・サンダースが主演したコメディ映画である。他のキャストには、パール・ベイリーや、幼いジェリー・マザーズらがいた。
原作となっているのは、ジーン・カー作のブロードウェイ劇『King of Hearts』で、映画の中では、1925年にジョージ・ガーシュウィンが作曲しアイラ・ガーシュウィンが作詞した、映画と同名の楽曲「すてきな気持ち (That Certain Feeling)」が取り上げられている。ベイリーは、この曲のレコードを出した数多くの歌手の一人であった。

## あらすじ
漫画家のフランシスは、雇い主の面前で決まって体調を崩すという体質のため、仕事が長続きせず困っていた。そんなある日、フランシスのもとに、元妻のダンリースが突然現れ、新しい仕事があるという。彼女はフランシスと離婚した後、人気漫画家ラリーの秘書に収まり、さらに許婚者となっていた。彼女が持ち込んだのは、ラリーのゴーストライターの仕事だった。...

## キャスト
- ボブ・ホープ - フランシス・X・ディグナン (Francis X. Dignan)
- エヴァ・マリー・セイント - ダンリース・ヘンリー (Dunreath Henry)
- ジョージ・サンダース - ラリー・ラーキン (Larry Larkin)
- パール・ベイリー - ガシー (Gussie)
- デイヴィッド・ルイス（英語版） - ジョー・ウィックス (Joe Wickes)
- アル・キャップ（英語版） - 本人役
- ジェリー・マザーズ（英語版） - ノーマン・テイラー (Norman Taylor)
- ハーバート・ラドリー - 医師 (Doctor)
- フローレンツ・エイムス（フランス語版） - ウィンストン上院議員 (Sen. Winston)
- エモリー・パーネル（英語版） - 上院議員 (Senator)